# Irrwege einer Ehe
Irrwege einer Ehe (Original: Why Change Your Wife?) ist ein Stummfilm aus dem Jahr 1920. Regie führte Cecil B. DeMille, die weibliche Hauptrolle hatte Gloria Swanson. Die Prüfstelle in Berlin erteilte dem Film zwar eine Zensurfreigabe, hob diese jedoch wieder auf.

## Handlung
Robert Gordon, ein Kaufmann aus gehobenem Haus, fühlt sich mit seiner Ehefrau unwohl, die mürrisch ist, nicht gerne redet und sich auch nicht gern in der Gesellschaft zeigt; zudem kleidet sie sich geschmacklos. Er kauft ihr daraufhin ein Ballkleid und verliebt sich dabei in das Mannequin. Seine Frau ist entsetzt, als sie dieses Kleid sieht. Robert Gordon würde gern mit ihr ins Theater gehen. Als die junge Frau sich jedoch weigert, dieses in ihren Augen zu freizügige Ballkleid anzuziehen, nimmt der Ehemann kurz entschlossen das Mannequin mit.
Nach dem Theaterabend geht Gordon mit in ihre Wohnung. Daraus wird eine Affäre. Gordons Frau kommt dahinter und reicht die Scheidung ein. Der untreue Ehemann heiratet daraufhin das Mannequin. Die geschiedene Ehefrau indes nähert sich ihrem Geiger. Beide Paare treffen sich in einer Badeanstalt und jede der Frauen versucht ihre Nebenbuhlerin in Sachen Badeanzug zu übertrumpfen. Gordon entdeckt wieder Gefühle für seine Frau.
Wieder in der Stadt, hat der Mann einen schweren Unfall. Seine Exfrau pflegt ihn. Als seine zweite Frau verlangt, dass der Kranke in ihre Wohnung gebracht werden soll, eskaliert die Situation: Das ehemalige Mannequin schüttet der früheren Frau ein vermeintliches Gift ins Gesicht. Doch die Tinktur stellt sich als ungefährlich heraus. Das ehemalige Ehepaar findet wieder zusammen und das Mannequin wendet sich dem Geiger zu.